# Pseudogaurax signatus
Pseudogaurax signatus är en tvåvingeart som först beskrevs av Friedrich Hermann Loew 1876.  Pseudogaurax signatus ingår i släktet Pseudogaurax och familjen fritflugor. Inga underarter finns listade i Catalogue of Life.